# Пиорија (Оклахома)
Пиорија (енгл. Peoria) град је у америчкој савезној држави Оклахома.

## Демографија
По попису из 2010. године број становника је 132, што је 9 (-6,4%) становника мање него 2000. године.
| Група             | 2000.      | 2010.      |
| Белци             | 93 (66,0%) | 97 (73,5%) |
| Афроамериканци    | 0 (0,0%)   | 0 (0,0%)   |
| Азијати           | 0 (0,0%)   | 0 (0,0%)   |
| Хиспаноамериканци | 0 (0,0%)   | 7 (5,3%)   |
| Укупно            | 141        | 132        |